# Acasta sulcata
Acasta sulcata is een zeepokkensoort uit de familie van de Balanidae.